# Искусство

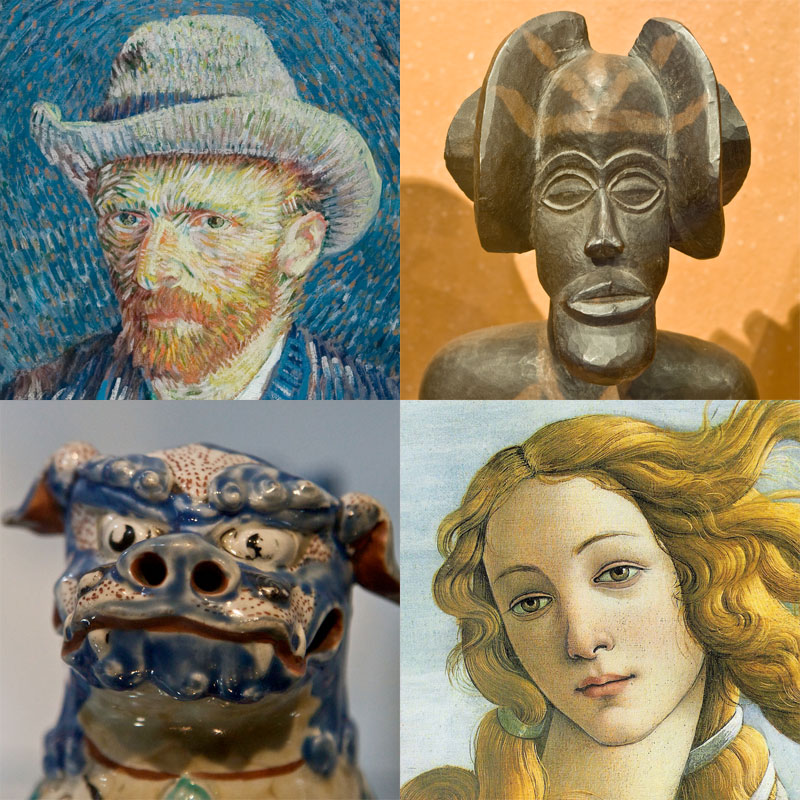
По часовой стрелке: автопортрет Винсента Ван Гога 1887 года; фигурка женщины, выполненная художником народа чокве; деталь картины «Рождение Венеры» Сандро Боттичелли; и окинавский лев Сиса

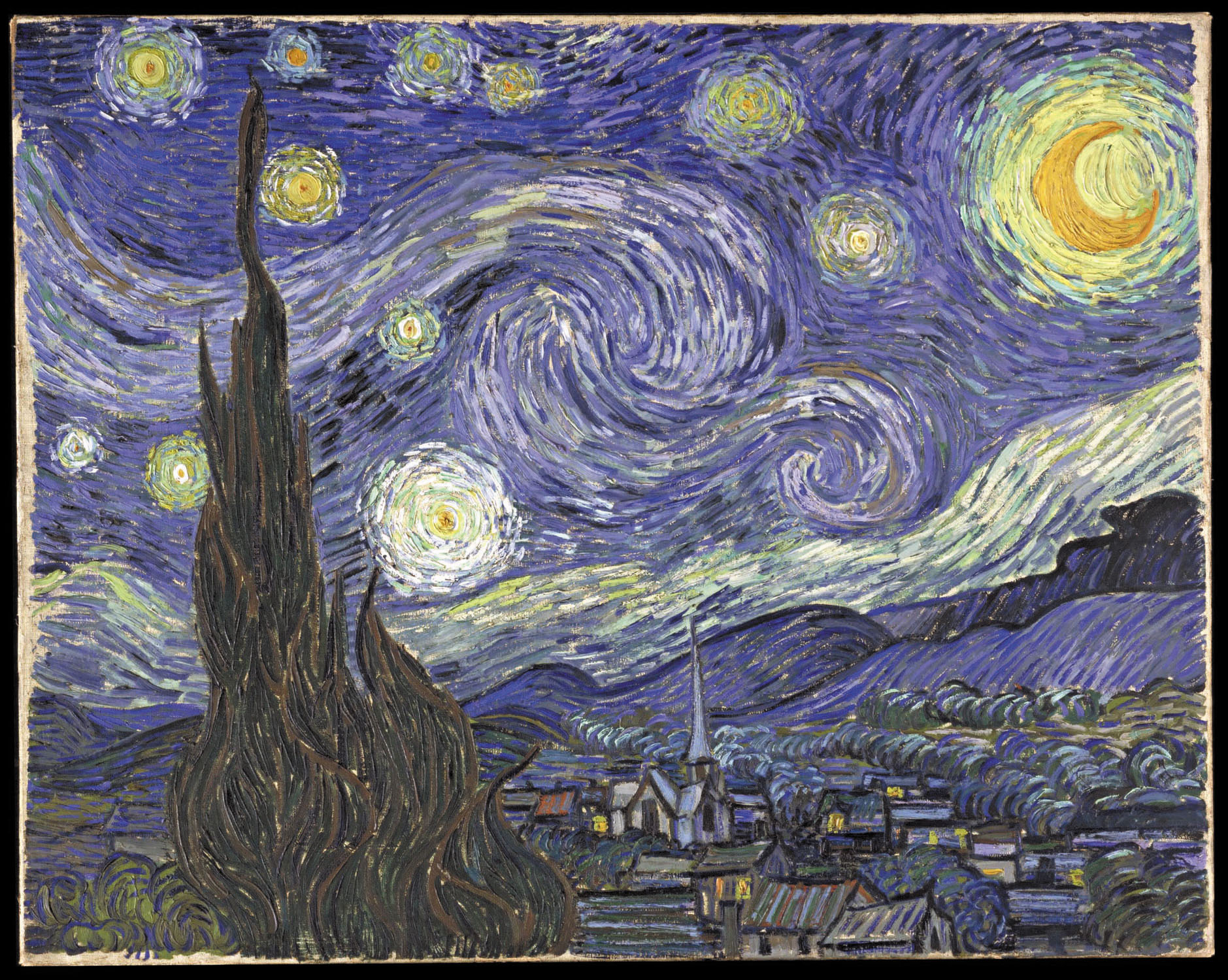
Винсент Ван Гог. Звёздная ночь, 1889 г.

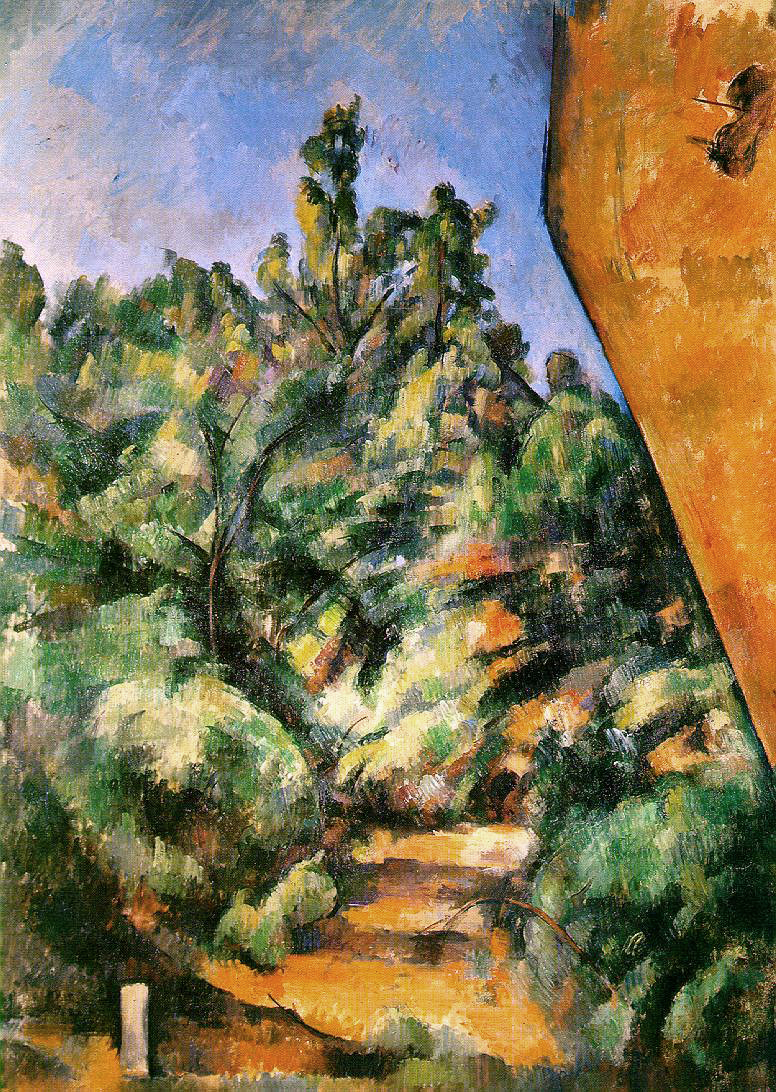
Поль Сезанн. Бибемус, красная скала, 1895 г.

Иску́сство (от церк.-слав. искусьство, ст.‑слав. искоусъ — искушение, опыт, испытание) — одна из наиболее общих категорий эстетики, искусствознания и художественной практики[неизвестный термин].
Обычно под искусством подразумевают образное осмысление действительности; процесс и итог выражения внутреннего и внешнего (по отношению к Творцу) мира. Следовательно, искусство — творческая деятельность, отражающая интересы не только самого автора, но и других людей. «Общеинтересное в жизни, — писал Николай Чернышевский, — вот содержание искусства». Совсем иначе определял сущность «волшебства, называемого искусством» Владимир Набоков: «В гамме мировых мер есть такая точка, где переходят одно в другое воображение и знание, точка, которая достигается уменьшением крупных вещей и увеличением малых: точка искусства». В рамках искусствоведения и связанных с ним понятий, в подобных определениях смешиваются смыслы различного объёма и содержательного уровня: искусство, художество, отражение, образное мышление, творчество.
Определение и оценка искусства как явления действительности (бытия и сознания) — предмет длительных дискуссий. Понимание искусства менялось вместе с эволюцией философских, социальных, эстетических норм и оценок. Долгое время искусством считали способ культурной деятельности, удовлетворяющий любовь человека к прекрасному. В этом смысле искусством называют мастерство, продукт которого доставляет эстетическое удовольствие. Энциклопедия Британника даёт следующее определение: «Использование мастерства или воображения для создания эстетических объектов, обстановки или действия, которые могут быть разделены с окружающими». Однако вместе с эволюцией социальных норм, этических и эстетических оценок искусством получила право называться любая деятельность, направленная на создание выразительных форм, не только эстетических и художественных. В определениях марксистской эстетики советского периода искусство — особый способ познания и отражения действительности, одна из форм эстетической и художественной деятельности индивидуального и общественного сознания, часть духовной культуры как одного человека, так и всего человечества. Таким образом, критерием искусства является способность вызывать эмоциональный отклик у других людей. Часть специалистов придерживается более узкой интерпретации: искусством называют собственно художественную деятельность и её результат — художественное произведение.

## Этимология и семантика

Жан Огюст Доминик Энгр, Турецкие бани, 1862 г.

В отличие от аналогов в романских языках: англ. art, фр. art, итал. arte и нем. Kunst — русское слово искусство имеет более широкий спектр значений: умение, мастерство, художество, артистизм, искусство. Постепенно в процессе исторического развития и дифференциации значений слов в русском языке появился термин художественный (в смысле «сведущий, ловкий, опытный», от готск. handags — ловкий, мудрый; handus — рука). В романских языках и соответственно в западноевропейском искусствознании отсутствует разделение на «искусство» и «художество», с чем связаны сложности перевода терминов с одного языка на другой. Искусство, художество, умение, мастерство, артистизм, как правило, переводятся одинаково (англ., фр. art, итал. arte, нем. Kunst). И это несмотря на то, что существуют возможности нюансирования значений с помощью близких понятий, например, «умение, мастерство, навык, сноровка» (англ. skill, фр. compétence, итал. maestria, abilità, нем. Fertigkeit), а также «ремесло, ручная работа» (англ. handicraft, arts and crafts, фр. artisanat, maîtrise, métier).
Аристотелю принадлежит определение искусства (др.-греч. techne — искусство, мастерство, умение) как «творческой привычки, следующей истинному разуму». Близкий смысл имеет старорусское понятие рукомесло; то же значение подразумевает лат. ars (с производным лат. artificium), близкое к англ. art в широком смысле, понимаемое как «составление», осмысленный синтез чего-либо. Схожую этимологию имеют слова «искусственный», «военное искусство», «артиллерия» и «артефакт». Французский писатель-эссеист П. Валери дал такое определение понятия «искусство»: «Слово „искусство“ вначале означало способ действия и ничего больше. Но такое широкое понимание вышло из обихода. Термин „искусство“ постепенно сужался в своём значении и стал применяться лишь к способу действия во всякой сознательной или сознанием обусловленной деятельности — с тем ограничением, что этот способ подразумевает у субъекта либо какую-то подготовку, либо известный навык. В этом смысле мы говорим об искусстве вождения автомобиля или об искусстве кулинарии, искусстве дыхания и искусстве жизни. Но не все „способы искусства“ в равной мере доступны каждому человеку, поэтому значение слова „искусство“ дополняется понятием качества или ценности способа действия».

## Отношения понятий: искусство, эстетическая и художественная деятельность
Исторически, в индивидуальной и общественной жизни, сложилось так, что искусный мастер: (лат. Homo faber — человек созидающий) может быть ремесленником, техником, творчески мыслящим изобретателем, но не создающим художественные образы. Другое дело (лат. Homo artifex) — художник, творец, по определению М. С. Кагана, с помощью художественной деятельности «удваивающий себя в образной модели» и в материале того или иного вида искусства. Образное мышление «побуждает удвоить переживаемый объект так, чтобы в нём был запечатлён сам художник».
Таким образом, понятие искусства становится предельно широким, включающим в себя художественное творчество как один из «способов искусства». Понятия «эстетическое» и «художественное» нельзя синонимизировать либо расценивать художественное только как «высшее проявление эстетического». Художественный образ всегда конкретен, индивидуален (субъективен) и эмоционален. В искусной материальной работе — простом ремесле, образная модель, как правило, не возникает. Эстетическая деятельность не производит художественных образов, а только гармонизирует существующие в действительности объекты и их мыслительные модели. Художественное произведение может находиться в сфере эстетического лишь частично или совсем выходить за его пределы, а эстетическая деятельность, в свою очередь, — не совпадать с художественной. Так, например, собирание цветных камешков на берегу моря или расстановка мебели в комнате, развеска картин по стенам представляют собой эстетическую, но не художественную деятельность. Человек при этом, заботясь о красоте, не становится художником.
Искусство, художество, умение, мастерство, артистизм обозначаются одинаково (англ., фр. art, итал. arte, нем. Kunst). Поэтому в западноевропейской эстетике сложились иные категориальные отношения, что особенно негативно отражается в теориях современного искусства. Например, понятие «арт-объект» может означать всё, что угодно: произведение изобразительного или неизобразительного искусства, дадаизма, инсталляции, боди-арт, реди-мейд, часто не обладающие ни эстетическими, ни художественными свойствами.
Существует и иная концепция. Так М. С. Каган рассматривал искусство (в формулировке: творческо-созидательная деятельность) в качестве одной из четырёх основных сторон синкретичной художественной деятельности.
Во второй половине XX — начале XXI века искусную деятельность всё чаще рассматривают не в области социальной психологии, а в сфере феноменологии, то есть в качестве феномена не общественного, а индивидуального сознания и неповторимо личностного творческого мышления.

### История интерпретаций понятия
В эпоху Возрождения разделяется понятие искусства (искусной деятельности) и персонализированной художественной деятельности с индивидуальными образами. Причём первое, широкое, значение выходит из обихода, сузилось лишь до сознательной деятельности, осуществляемой с должным уровнем подготовки: искусство вождения автомобиля, кулинарии и т. п.
Основным свойством искусной деятельности является работа над материалом, не только техника его обработки, но и преображение свойств, которых ранее этот материал не имел в природе, об этом писал художник бельгийского модерна Анри Ван де Велде в статье 1910 года «Одушевление материала как принцип красоты». Однако понятия «эстетическое» и «художественное» не являются синонимичными. К примеру, оформление домашнего интерьера или украшение чего-либо с использованием заранее подобранных готовых предметов имеет творческий и эстетический характер, но не является художественным. Во второй половине XX века оформительское искусство вытеснил дизайн. Различные виды дизайн-проектирования в той или иной степени включают элементы технического, эстетического и художественно-образного мышления, но при этом остаются специфичными. Художественность предполагает создание ранее не существовавшего, принципиально нового. В эстетической деятельности, по определению М. С. Кагана, «человек как бы растворяется, обезличивается в переживаемом предмете»; в художественной — вторгается в действительность и «опредмечивает себя в образной модели». Художественное мышление побуждает «удвоить» переживаемый объект, «изобразить его в материале того или иного вида искусства, переработать и изменить таким образом, чтобы в нём мог быть запечатлен сам художник». В свою очередь художественный образ не обязательно должен быть эстетичным, многие виды авангардного искусства строят свою выразительную силу именно на нарушении законов гармонии и отрицании красоты, к ним могут относиться дадаизм, сюрреализм, поп-арт, рэди-мэйд (англ.: «готовые вещи»).

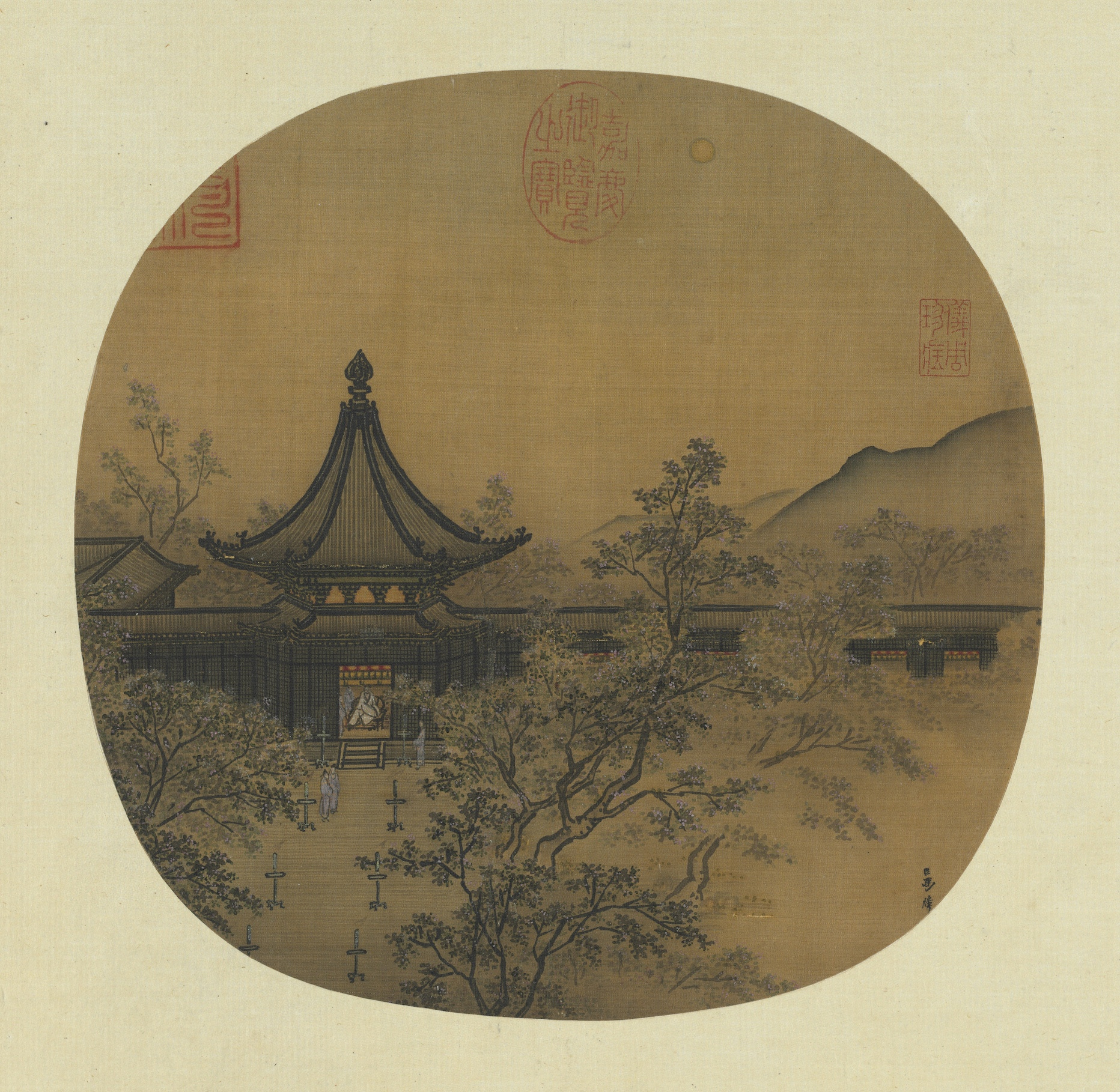
Художник Ма Линь, образец живописи эпохи Сун, около 1250 г. 24,8 × 25,2 см

До XIX века изящными искусствами называли способности художника или артиста выразить свой талант, пробудить в аудитории эстетические чувства и вовлечь в созерцание «изящных» вещей. В тех случаях, когда мастерство выражалось в более практическом смысле, его считали скорее ремеслом, чем искусством, отсюда термин «прикладное искусство», которое ставили ниже «изящных». Так исторически искусство последовательно выделялось из начальной синкретической деятельности, а затем «изящное» отделялось от «прикладного».

### Определение предмета и границ понятия искусства в истории эстетики
Определение и оценка искусства как явления культуры — предмет непрекращающихся дискуссий. В эпоху романтизма традиционное понимание искусства как мастерства любого сорта уступило видению его как «особенности человеческого разума наряду с религией и наукой». В XX в. в понимании эстетического наметились три основных подхода: реалистический, согласно которому эстетические качества объекта присущи ему имманентно и не зависят от наблюдателя, объективистский, который также считает эстетические свойства объекта имманентными, но в некоторой степени зависимыми от наблюдателя, и релятивистский, в соответствии с которым эстетические свойства объекта зависят только от того, что в нём видит наблюдатель, и разные люди могут усматривать разные эстетические качества одного и того же объекта. С последней точки зрения объект может быть охарактеризован в зависимости от намерений его творца (или отсутствия каких-либо намерений), для какой бы функции он ни был предназначен. Например, кубок, который в быту может быть использован как контейнер, может считаться произведением искусства, если был создан только для нанесения орнамента, а изображение может оказаться ремесленной поделкой, если его производят на конвейере.

### Новейшие определения термина «искусство»
Согласно широкой культурологической концепции искусством может быть названо все, что создано в процессе осознанного действия. Существуют понятия, иллюстрирующие широкий смысл данного термина: «искусственный», «военное искусство», «артиллерия», «артефакт». Многие другие широко употребляемые слова имеют аналогичную этимологию. Редакция словаря терминов Российской Академии художеств решила эту задачу самым простым способом: вообще проигнорировала этот термин.
По определению Ф. Ницше: Искусство — «метафизическая деятельность в этой жизни».
Во второй половине XX — начале XXI века искусную деятельность всё чаще рассматривают не в области социальной психологии, а в сфере феноменологии, то есть в качестве феномена не общественного, а индивидуального сознания и неповторимо личностного творческого мышления. Однако в культурологических формулировках эклектично сводятся самые разные философские категории, каждая из которых требует предварительного определения: «Искусство — форма культуры, связанная со способностью субъекта к эстетическому освоению жизненного мира, его воспроизведению в образно-символическом ключе при опоре на ресурсы творческого воображения. Эстетическое отношение к миру — предпосылка художественной деятельности в любой сфере искусства. Суждение вкуса всегда притязает на общезначимость, и основание тому эстетическое созерцание индивидуального как заключающего в себе идеальное измерение» (Б. Л. Губман).
В искусстве авангарда, модернизма, постмодернизма и в так называемом актуальном искусстве единственным материалом искусства объявлено «физическое состояние вещей». К примеру, в течениях, называемых энвайронмент (англ. «окружение») или реди-мэйд (англ. «готовый — сделанный»), вовлечение зрителя в пространство игры достигается с помощью «арт-объектов», на самом деле представляющих собой обычные вещи. Определение «искусство объекта» в модернистском контексте, в частности в глубокомысленных трактатах А. Данто, В. Хофмана, Р. Краусс, Б. Гройса и других, теряет всякий смысл. В постмодернистской эстетике артефактом, или объектом арт-деятельности, именуют любой реальный объект, соответствующий желаемому контексту или установленным требованиям, даже если его не коснулась рука художника. По определению Ж. Бодрийяра, произведение искусства — это объект, наделенный статусом смысла и формы; все, что становится «предметом исчисления функций и значения», то есть объект, произвольно выбранный в качестве произведения искусства.
По теории Б. Латура люди и вещи вместе участвуют в создании предметного мира («Нового времени не было. Эссе по симметричной антропологии», 1991). На примере инсталляций М. Дюшана критик Тьерри де Дюв утверждает, что объектом, или предметом искусства, может быть все, что угодно, поскольку «от искусства не осталось ничего, кроме имени». По его словам, «разница между объектом и точно таким же объектом, называемом художественным, состоит ровно в том, что один из них был назван искусством, а другой — нет». Подобный подход критикуется за отождествление разных понятий и, следовательно, невозможность взаимопонимания и научного исследования искусства.
В большинстве приведённых определений понятие искусства оказывается предельно широким, включающим в себя художественное творчество как один из «способов искусства». Существует и иная концепция. М. С. Каган ещё в 1974 году в книге «Человеческая деятельность» предложил схему, объясняющую общую специфику художественного творчества синкретизмом четырёх основных сторон (или родов) человеческой деятельности:
- познавательная или гносеологическая деятельность,
- ценностно-ориентационная (эстетическая),
- творчески-созидательная (синергетическая),
- коммуникативная (деятельность общения).

Все они по отдельности характеризуют тот или иной род человеческой деятельности. Во взаимодействии обретают специфический предмет — художественное творчество, которое всегда в определённой степени является и познанием, и эстетической деятельностью, и созиданием, и деятельностью общения. Одна из сторон может доминировать, но целостность сохраняется. Например, художественное произведение может быть и некрасиво, а красота не обязана нести в себе художественно-образное начало.
Большинство авторов так или иначе выделяют следующие основные критерии «искусства как художественного творчества»:
- единство четырёх основных сторон творческой деятельности человека (гносеологической, ценностно-ориентационной, творчески-созидательной и коммуникативной);
- искусную работу над формой и материалом;
- наличие композиционной структуры;
- художественно-образный смысл формы;
- эстетические качества художественной формы[31][32].

### Историческая морфология искусства
Морфология (учение о форме) составляет важный раздел искусствознания. Вопреки буквальному значению слова предполагает изучение искусства как системы родов, классов, видов, разновидностей и жанров. Термин «морфология» в конце XVIII века использовал И. В. Гёте в своих естественнонаучных изысканиях, а затем этот термин получил распространение в философии, лингвистике, филологии и культурологии. В 1972 году вышло в свет капитальное исследование М. С. Кагана «Морфология искусства». Общая схема формирования и развития отдельных видов искусства такова. Вначале, до формирования эстетического и, тем более, художественного самосознания, искусная деятельность развивалась синкретично в единстве первобытных познавательных, осязательно-моторных, ритуальных, игровых, коммуникативных и иных функций. Исследователи делят самые ранние памятники «доискусства» на две больших группы: «движимые»: скульптурки, орнаментация орудий (фр. L’art mobilier) и «пристенные», наскальные рисунки (фр. L’art pariétal), или «париетальное искусство». Оригинальной концепцией происхождения искусства является теория доизобразительной деятельности человека на основе «натурального макета» зверя.
В истории искусствознания разработано множество морфологических систем. В античности все искусства подразделялись на мусические (которым покровительствовали Аполлон и музы) и механические, или сервильные (рабские), связанные с презираемым древними греками физическим трудом. В поздней античности сформировалось понятие «Семи свободных искусств», подразделяемых на тривиум (грамматика, диалектика, риторика) и квадривиум (геометрия, арифметика, астрономия, музыка). Только в эпоху Возрождения сформировалось привычное нам понятие изобразительных искусств как «изящных» (включая архитектуру), а также музыки, поэзии; начался долгий процесс самоопределение разновидностей и жанров художественного творчества.
В различных морфологических концепциях искусную деятельность подразделяют по способу восприятия произведений на «слуховые» и «зрительные» искусства (И. И. Иоффе), по онтологическому критерию на пространственные, временны́е и пространственно-временны́е (М. С. Каган), по функциональной структуре на «изобразительные» (живопись, графика, скульптура) и «неизобразительные» или бифункциональные (архитектура, прикладное искусство и дизайн; С. Х. Раппопорт), на «лингвистические» и «нелингвистические» (М. Ризер) по способам формообразования, техническим приемам и материалам, особенностям восприятия (феноменологический подход). Наиболее архаичный «предметный подход», отвергаемый ныне большинством специалистов, подразделяет искусства на изобразительные и неизобразительные, или абстрактные. Предметом отображения изобразительного искусства якобы является исключительно внешняя действительность, неизобразительные виды искусства воплощают внутренний мир человека (А. П. Мардер). Различным видам и смешанным разновидностям искусства присуща жанровая дифференциация. Более современные феноменологические и семиологические подходы подразумевают в качестве основы использование типологии пространственно-временного континуума восприятия произведений искусства как «длящейся системы».
В основу наиболее распространённой академической системы морфологии искусства положен онтологический критерий — то, как произведения существуют в их материальной форме в физическом пространстве и времени. Соответственно все роды и виды искусства делятся на три больших класса по способу их «материального бытия»: пространственные, временны́е и пространственно-временны́е. Живопись, скульптура, графика, архитектура, произведения которых объективно существуют в пространственной среде, относятся к классу пространственных искусств; музыка и поэзия, форма которых развивается во времени, — к временны́м искусствам. Сценические искусства (театр, хореография, сценография) и киноискусство — к пространственно-временны́м видам. Пространственные искусства также делятся по степени абстрагированности языка на «изобразительные» (живопись, графика, скульптура) и «неизобразительные», или бифункциональные, то есть сочетающие художественную и утилитарную ценность (архитектура, декоративно-прикладное искусство). Исторически все виды искусства постепенно обособлялись, выделяясь из пространства архитектуры.
Существуют и иные теории, например концепция выдающегося архитектора и теоретика искусства Готфрида Земпера о происхождении всех видов искусства из четырёх изначальных родов технической деятельности: плетения (ткачества), гончарного ремесла, тектоники (строительства из дерева) и стереотомии (строительства из камня).
Согласно И. И. Иоффе архитектура и музыка относятся к одному роду искусств, хотя и к разным видам. Развивая в 1930-х годах идеи «морфологического подхода» к исследованию взаимодействия всех видов искусства, Иоффе писал: «Деление искусств на пространственные и временны́е основывается на делении их на световые и звуковые, или зрительные и слуховые… Между пространственными искусствами разных способов мышления бо́льшая дистанция, чем между пространственными и временными — одного способа мышления… Свет столько же пространство, сколько время, столько же протяженность, сколько длительность».

## История искусства
В основу научного исследования феномена искусства, в частности истории искусства, как раздела всеобщей истории и искусствоведения, положены многие ключевые понятия, выработанные античной культурой и христианской традицией западноевропейской цивилизации. Такой вынужденный европоцентризм обусловлен прежде всего тем, что в восточных культурах существуют иные представления об историческом времени и пространстве. К евронаучным ключевым понятиям относятся: представления о единой направленности исторического времени от Сотворения мира до Страшного суда (принцип историзма человеческого и, в частности, художественного мышления), понятия хронотопа (единства времени-места создания произведения искусства), сочетания точных и интуитивных методов познания, свободы творческого мышления, суждений и оценок и многое другое.

### Появление

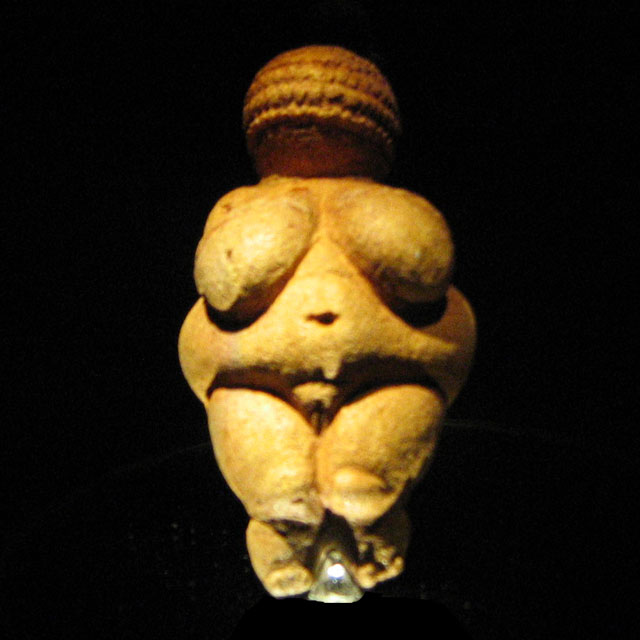
Венера Виллендорфская, ок. 27,5 тыс. лет до н. э., Центральная Европа

Появление искусства историки эстетики связывают с играми, ритуалами и обрядами, в том числе обусловленными мифологически-магическими представлениями. По трудовой теории, в первобытном обществе первобытное изобразительное творчество зарождается с видом Homo sapiens как способ человеческой деятельности для решения практических задач. Возникнув в эпоху среднего палеолита, первобытное искусство достигло расцвета в верхнем палеолите, около 40 тыс. лет назад, и могло быть социальным продуктом общества, воплощавшим новую ступень освоения действительности. Древнейшие произведения искусства, такие как ожерелье из раковин, найденное в Южной Африке, датируются 75 и более тысяч лет до н. э. (см.: Пещера Бломбос). В каменном веке искусство было представлено первобытными обрядами, музыкой, танцами, всевозможными украшениями тела, геоглифами — изображениями на земле, дендрографами — изображениями на коре деревьев, изображениями на шкурах животных, пещерной живописью, наскальными рисунками, петроглифами и скульптурой.
По утверждению отдельных авторов, оно берёт начало в доречевых навыках и приёмах передачи, восприятия и хранения в памяти языковой информации.

### Первобытное искусство
Первобытное искусство, доисторическое искусство — искусство эпохи первобытного общества.
Оно было представлено первобытной музыкой, танцами, песнями и обрядами, а также геоглифами — изображениями на поверхности земли, дендроглифами — изображениями на коре деревьев и изображениями на шкурах животных, различными украшениями тела при помощи цветных пигментов и всевозможных природных предметов, например бус, популярных и в настоящее время.
Первобытное искусство характеризует синкретизм функций: магической, обучающей, коммуникативно-речевой. Основной моделью происхождения изобразительного искусства является «натуральный макет зверя». Коммуникативная утилитарность первобытного творчества, наряду с развитием эстетического аспекта, ярко наблюдается в дополиграфический фольклорпериод культур всех народов.

### Искусства в античном мире

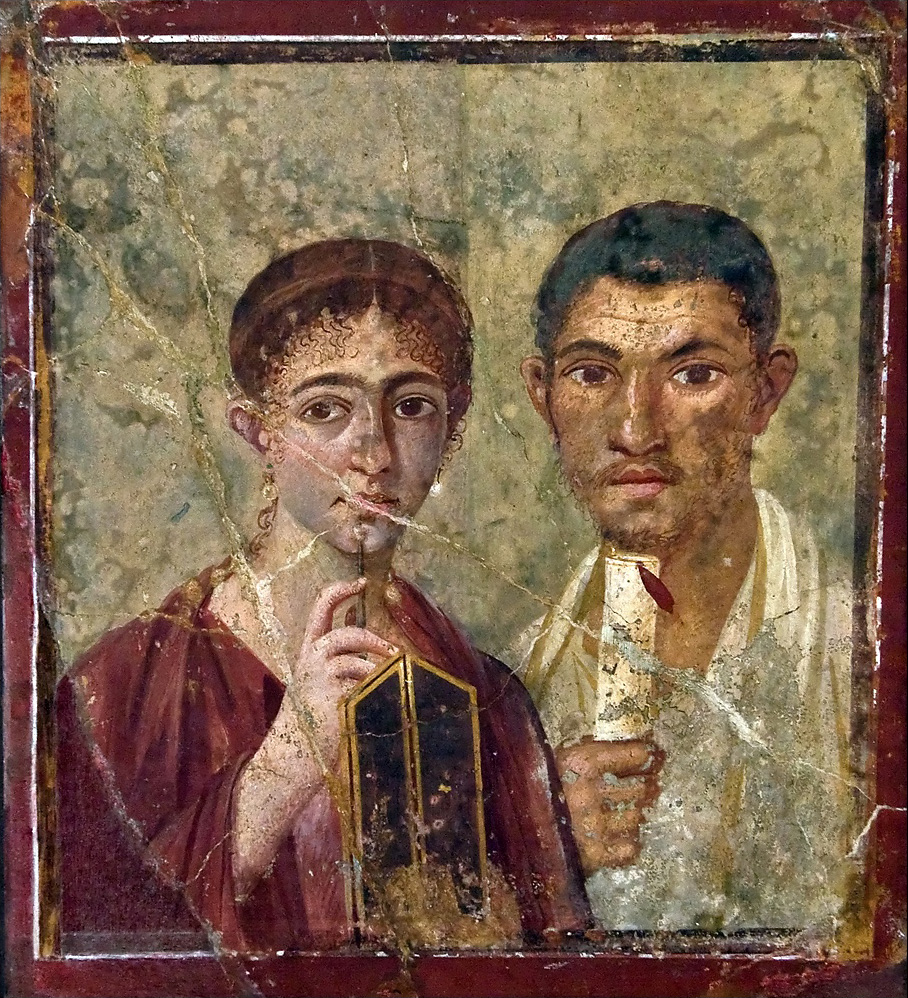
Портрет пекаря Теренция Неона и его жены. Помпеи (Дом Теренция Неона, VII, 2, 6). Inv. No. 9058. Неаполь, Национальный археологический музей

См. также Хетты, Искусство Древнего Египта, Эгейская цивилизация, Искусство Древней Греции, Эллинизм, Этрусское искусство, Скифы, Искусство Урарту
Основы искусства в современном понимании этого слова были заложены древними цивилизациями: египетской, месопотамской, персидской, индийской, китайской, греческой, римской, а также аравийской (древнего Йемена и Омана) и другими. Каждый из упомянутых центров ранних цивилизаций создал собственный уникальный стиль в искусстве, который пережил века и оказывал своё влияние на позднейшие культуры. Они же и оставили первые описания работы художников. Например, древнегреческие мастера во многом превзошли прочих в изображении человеческого тела и умели показать мускулатуру, осанку, правильные пропорции и красоту натуры.

### Искусства в Средние века
См. также Каролингский Ренессанс

Тугра турецкого султана Махмуда II, выполненная арабской каллиграфией. Перевод: Махмуд-хан, сын Абдул-Хамида, вечно победоносный

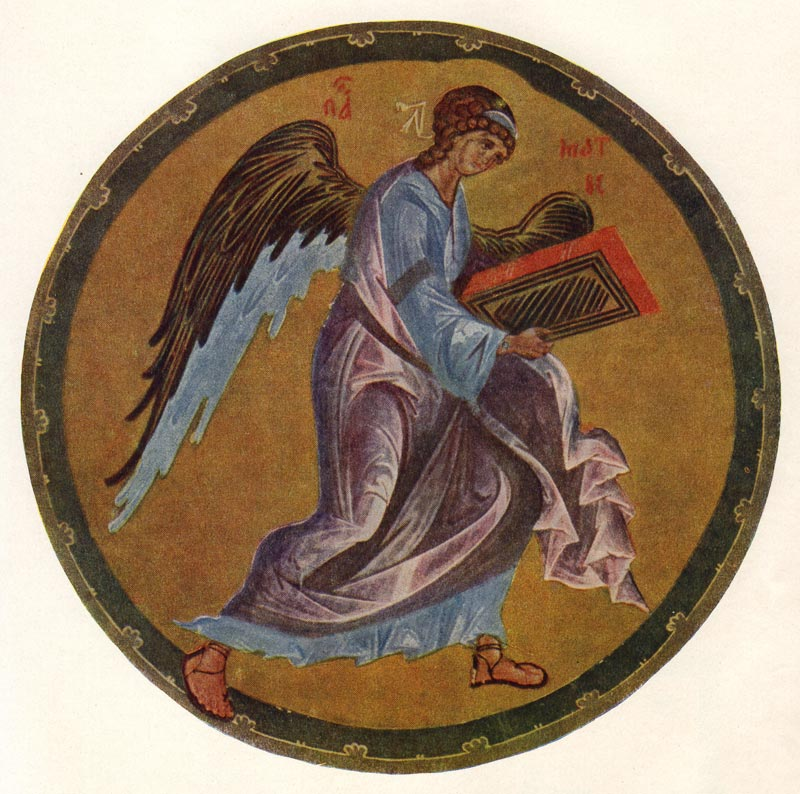
Ангел из Евангелия Хитрово. Андрей Рублёв, Конец XIV — начало XV века

Византийское искусство и готика западного Средневековья были сосредоточены на духовных истинах и библейских сюжетах. Они подчеркивали незримое возвышенное величие горнего мира, используя золотистый фон в живописи и мозаике, и представляли человеческие фигуры в плоских идеализированных формах.

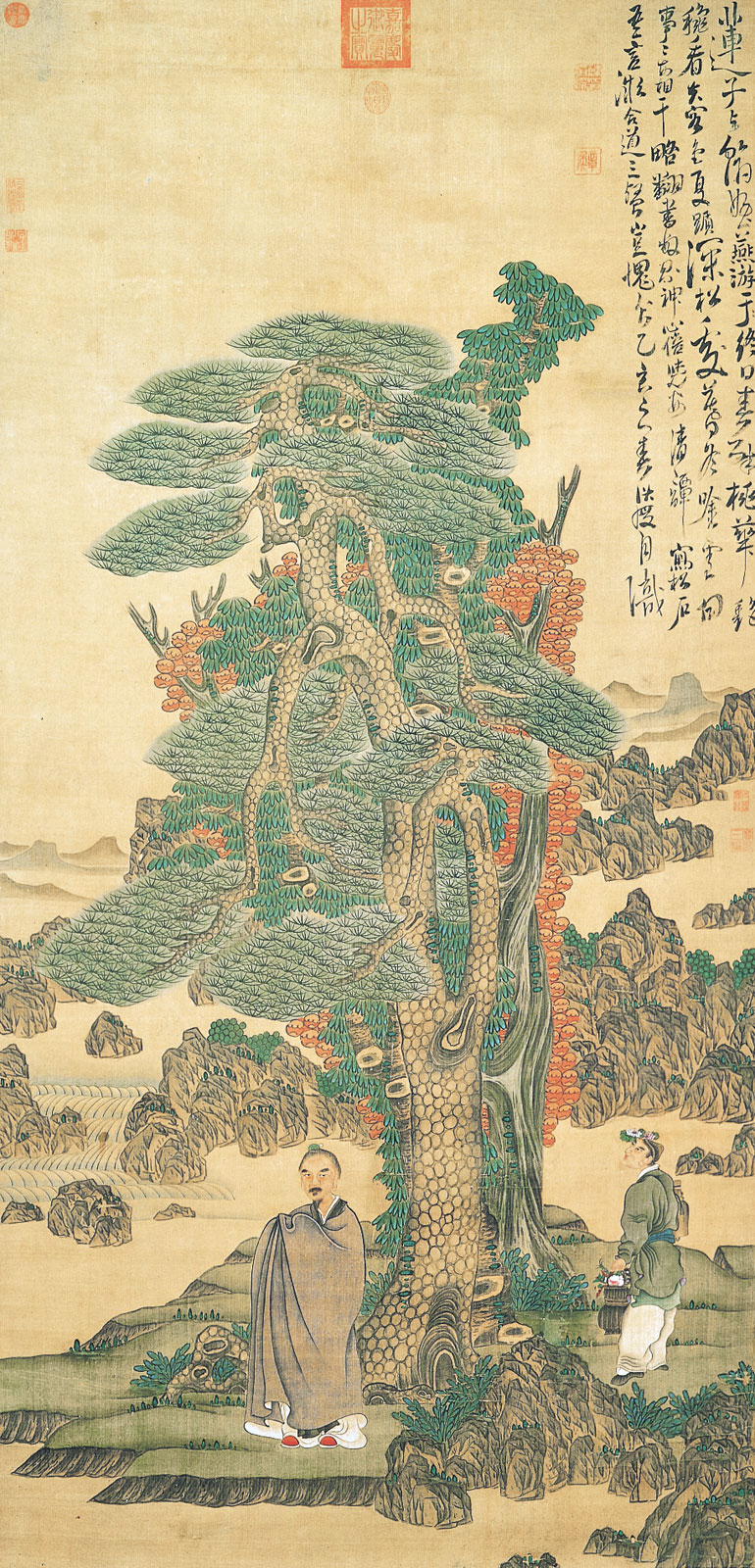
Чен Хоншоу, автопортрет, 1635 г., эпоха Мин

На востоке, в исламских странах, было широко распространено мнение, что изображение человека граничит с запрещённым сотворением идолов, вследствие чего изобразительное искусство в основном сводилось к архитектуре, орнаменту, ваянию, каллиграфии, ювелирному делу и другим видам декоративного и прикладного искусства (см. Исламское искусство). В Индии и Тибете искусство было сосредоточено на религиозном танце и скульптуре, которой подражала живопись, тяготевшая к ярким контрастным цветам и четким контурам. В Китае процветали в высшей степени разнообразные виды искусства: резьба по камню, бронзовая скульптура, керамика (в том числе знаменитая терракотовая армия императора Цинь), поэзия, каллиграфия, музыка, живопись, драма, фантастика и др. Стиль китайского искусства изменялся от эпохи к эпохе и традиционно носит название по имени правящей династии. Например, живопись эпохи Тан, утончённая и монохромная, изображает идеализированный пейзаж, а в эпоху Мин в моде были густые сочные краски и жанровые композиции. Японские стили в искусстве также носят название местных императорских династий, а в их живописи и каллиграфии наблюдается значительная взаимосвязь и взаимодействие. С XVII века здесь распространилась также гравюра по дереву.

### ОтВозрождениядо современности
Западный Ренессанс вернулся к ценностям материального мира и гуманизма, что вновь сопровождалось изменением парадигмы изобразительного искусства, в пространстве которого появилась перспектива, а человеческие фигуры обрели утраченную было телесность. В эпоху Просвещения художники стремились отразить физическую и рациональную определённость Вселенной, представлявшейся сложным и совершенным часовым механизмом, а также революционные идеи своего времени. Так Уильям Блейк написал портрет Ньютона в образе божественного геометра, а Жак-Луи Давид поставил свой талант на службу политической пропаганде. Художники эпохи Романтизма тяготели к эмоциональной стороне жизни и человеческой индивидуальности, вдохновляясь поэмами Гёте. К концу XIX века появился целый ряд художественных стилей, таких как академизм, символизм, импрессионизм, фовизм.
Однако, их век был непродолжителен, и конец прежних направлений был приближен не только новыми открытиями относительности Эйнштейна и подсознания Фрейда, но и беспрецедентным развитием технологий, подстегнутым кошмаром двух мировых войн. История искусства XX века полна поиском новых изобразительных возможностей и новых стандартов красоты, каждый из которых вступал в противоречие с предыдущими. Нормы импрессионизма, фовизма, экспрессионизма, кубизма, дадаизма, сюрреализма и т. д. не пережили своих создателей. Растущая глобализация привела к взаимопроникновению и взаимовлиянию культур. Так на творчество Матисса и Пабло Пикассо оказало большое влияние африканское искусство, а японские гравюры (сами появившиеся под влиянием западного Ренессанса) служили источником вдохновения для импрессионистов. Колоссальное влияние на искусство оказали также западные по происхождению идеи коммунизма и постмодернизма.
Модернизм с его культом жёсткой нормы и идеалистическим поиском истины во второй половине XX в. проложил путь к осознанию его собственной недостижимости. Относительность ценностей была принята как непреложная истина, что ознаменовало собой наступление периода современного искусства и критики постмодерна, порождающего дискуссии о конце искусства. Мировая культура и история, искусство также стали считаться категориями относительными и преходящими, к которым стали относиться с иронией, а размывание границ региональных культур привело к их осмыслению как частей единой глобальной культуры.

## Дискуссии о классификации

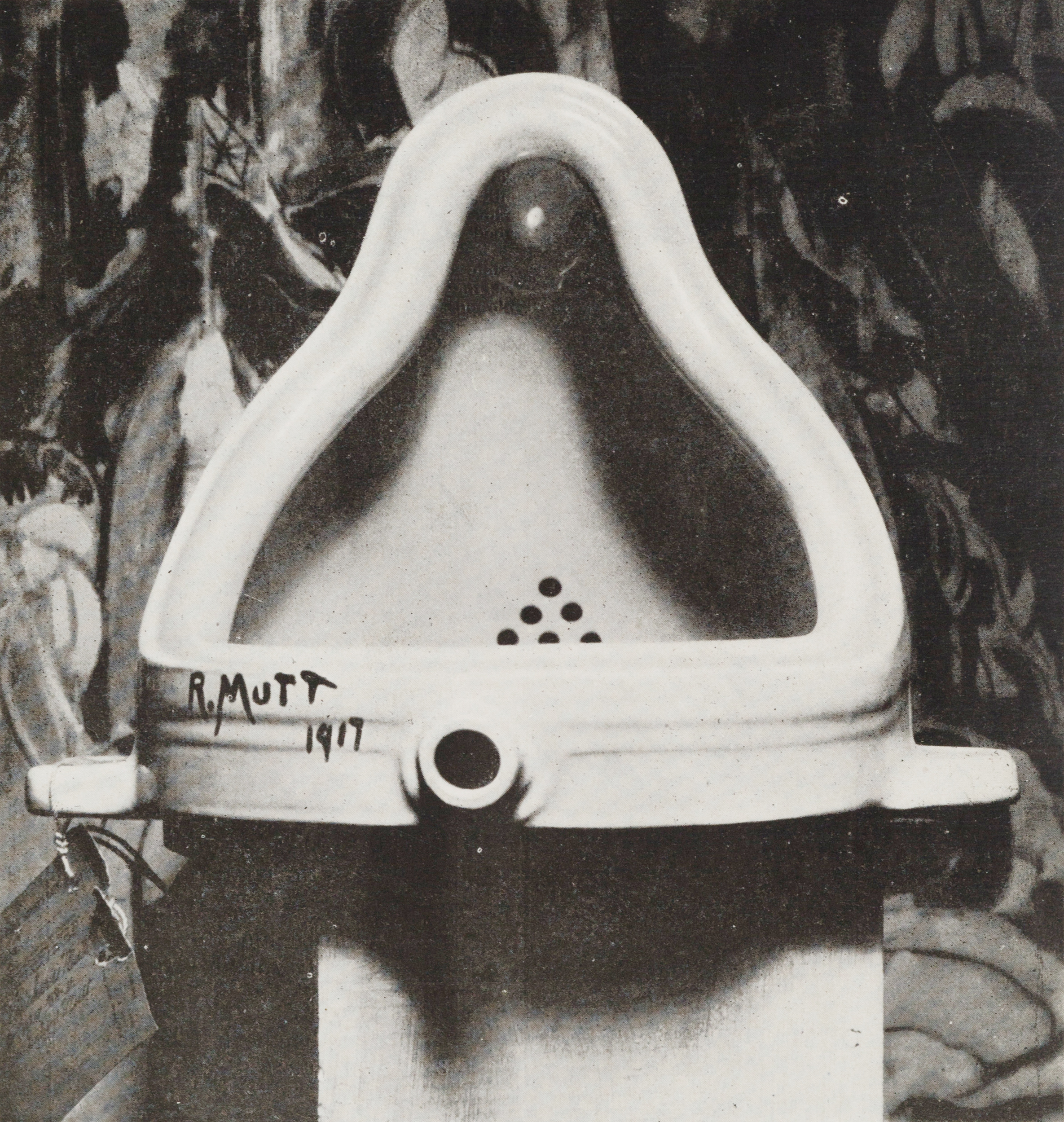
Фонтан Марселя Дюшана, 1917 год

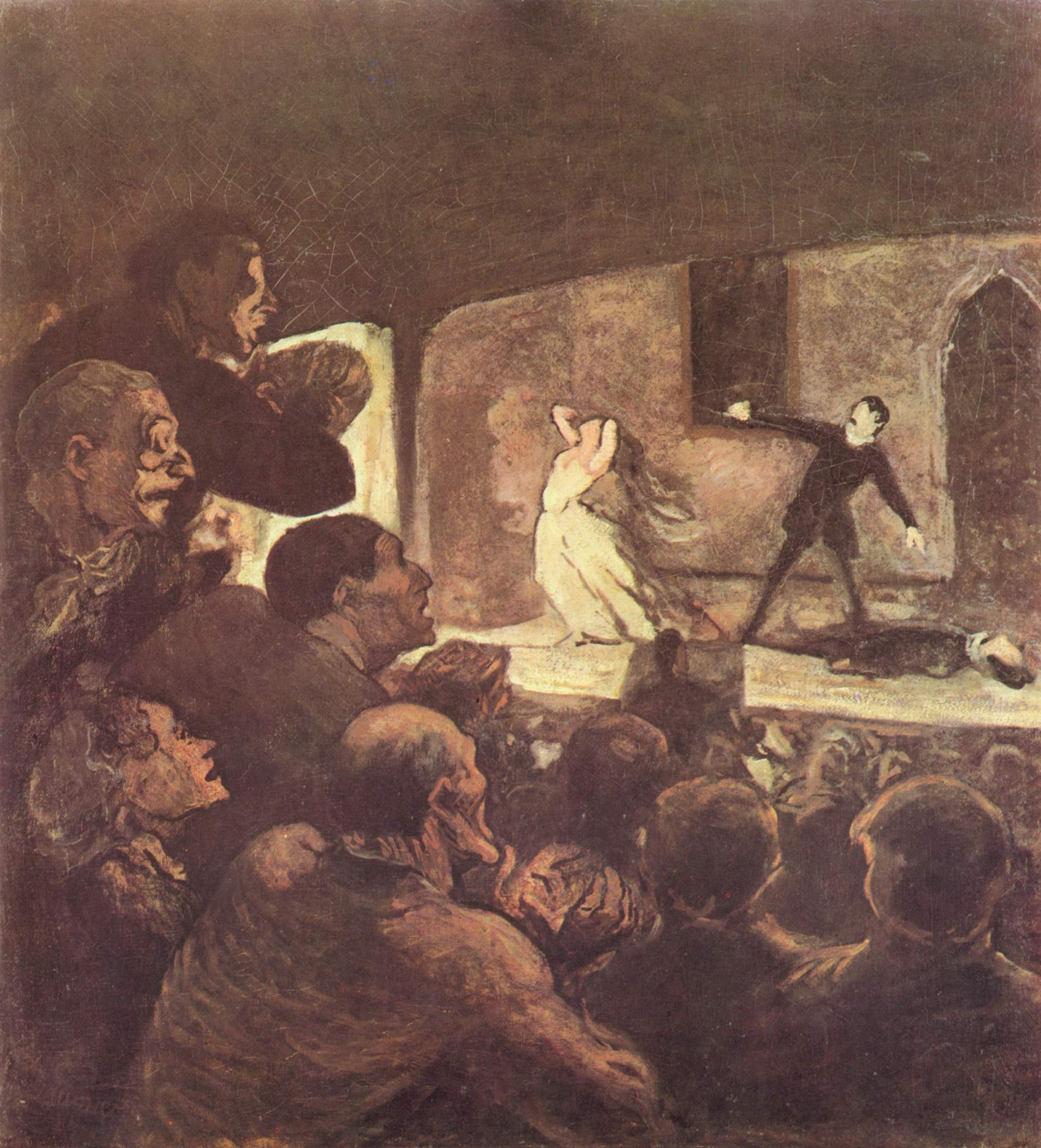
Картина Оноре Домье, изображающая театр

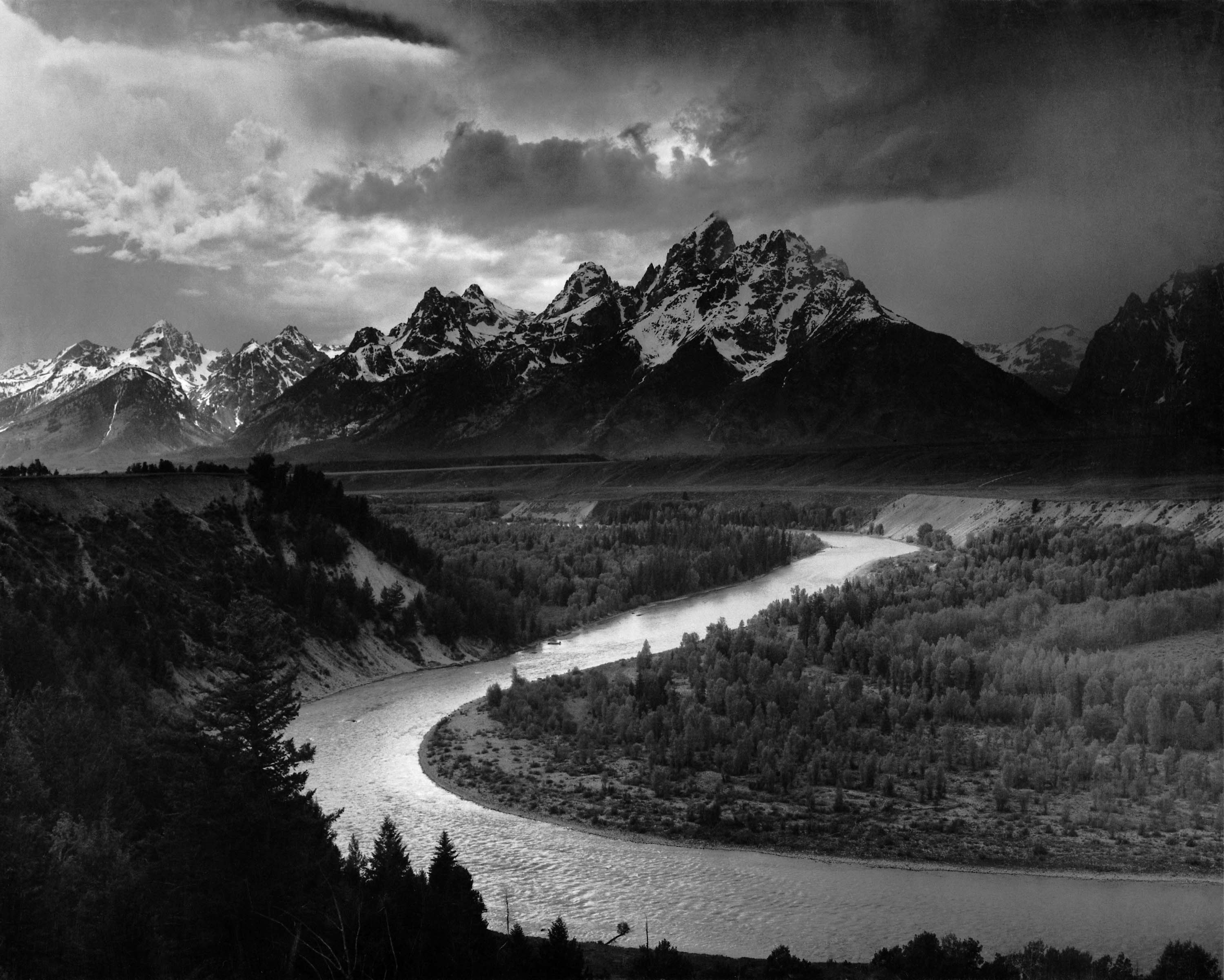
Фотография Энсела Адамса — Хребет «Большой Титон» и река Снейк в национальном парке Гранд-Титон (Вайоминг, США)

Споры о том, что можно классифицировать как искусство, называют классификационными спорами об искусстве. Классификационные споры в 20 веке включали картины кубистов и импрессионистов, Фонтан Дюшана, киноиндустрию, подделки банкнот, концептуальное искусство и видеоигры.
Философ Дэвид Новиц утверждает, что разногласия по поводу определения искусства редко лежат в основе проблемы. Скорее, «страстные заботы и интересы, которые люди привносят в свою социальную жизнь», являются «значительной частью всех классификационных споров, связанных с искусством». По словам Новица, классификационные споры чаще касаются общих ценностей и того, куда движется общество, чем реальной теории. Например, Daily Mail раскритиковала работы Дэмьена Херста и Трейси Эмин, утверждая, что «в течение 1000 лет искусство было одной из наших великих цивилизующих сил. В наши дни маринованные овцы и грязные постели угрожают превратить всех нас в варваров», — они не выдвигают определения теории искусства, но ставят под сомнение ценность работ Херста и Эмина. В 1998 году Артур Данто предложил мыслительный эксперимент, показывающий, что «статус артефакта как произведения искусства возникает из идей, которые культура придает ему, а не из присущих ему физических или ощутимых качеств. Таким образом, культурная интерпретация (разновидность теории искусства) является определяющим фактором художественности объекта».
Антиискусство как оппозиция традиционному искусству бросает вызов его ценностям. Термин связан с дадаизмом и приписывается Марселю Дюшану, когда он создавал реди-мейды незадолго до Первой мировой войны.

## Искусство и критика
Взаимоотношения искусства и искусствоведения вообще и художественной критики в частности за последние двести лет становятся все более сложными. Высказываются, например, мнения, что с развитием критики культ творца утрачивает свою трансцендентную позицию — истина заменяется иллюзией истины, жест художника подлежит реконструкции. Искусство является субстратом для критики, для объяснения того, что же всё-таки хотел сказать автор своим произведением, и поэтому часто критику обвиняют в паразитизме. В то же время критики выступают как рекламные агенты и занимаются созданием символической упаковки, и в некоторые эпохи бывают полезными для перевода произведений в существующее идеологическое пространство.

### Теории искусства

«Пожар в здании парламента» Тёрнер, Джозеф Мэллорд Уильям, 1834 г.

Со времён античности искусство являлось предметом изучения как практика философии. В XIX веке искусство рассматривалось преимущественно как продукт взаимодействия между истиной и красотой. Например, теоретик эстетики Джон Рёскин, анализируя творчество Тёрнера, отмечал, что смысл искусства в создании художественными методами доступа к эзотерической истине, заключённой в природе.
Появление модернизма в конце XIX века привело к радикальному перелому во взглядах на роль искусства, то же самое произошло и в конце XX в. с формированием концепции постмодернизма. Клемент Гринберг в статье 1960 г. «Модернистская живопись» дал современному искусству следующее определение: «использование методов, присущих дисциплине, для критики самой дисциплины». Гринберг применил этот подход к абстрактному экспрессионизму и использовал его для объяснения и обоснования простой (без иллюзий) абстрактной живописи:
Реалистическое, натуралистическое искусство скрывает фактуру художественной среды, используя художественный метод для маскировки художественных приёмов, в то время как модернизм использует художественный метод для привлечения внимания к этим приёмам. Ограничения, составляющие среду живописи, — плоскость полотна, оформление, свойства краски, — старые мастера расценивали как помеху, полагая, что ими позволено оперировать только косвенно или скрытно. В модернизме те же ограничения предстают в ином свете. Сменив минус на плюс, художник открыто выставляет их напоказ.
После Гринберга можно указать несколько видных теоретиков искусства, таких как Майкл Фрид, Т. Дж. Кларк, Р. Краусс, Л. Ночлин и Г. Поллок. Хотя суждения Гринберга им самим были отнесены к творчеству определённой группы художников XX века, они оказали значительное влияние на дальнейшее развитие философии искусства во второй половине XX и в начале XXI в.
Художники поп-арта, такие как Энди Уорхол, приобрели известность и влияние благодаря тому, что в свои произведения включали и неявно подвергали критике как явления из области популярной культуры, так и из мира искусства. Некоторые радикальные художники 1980-х, 1990-х и 2000-х годов распространили эту технику самокритики, в прошлом бывшую прерогативой «высокого искусства», на все виды изображения, в том числе на дизайн одежды, комиксы, афиши и порнографию…

### Цели искусства
Теоретики во все времена видели в искусстве явление, которому присущи различные, в зависимости от конкретной концепции, функции и свойства. Это не значит, что цели искусства остаются неясными, просто существовало множество разнообразных причин для создания разных произведений искусства и множество их толкований. Некоторые из функций искусства перечислены ниже и группируются по степени их осознания на мотивированные и немотивированные.

#### Немотивированные функции искусства
Немотивированными целями искусства называют такие, которые составляют неотъемлемую часть природы человека, не могут быть сведены к особенностям личности творца и служить какой-либо посторонней, например, утилитарной цели. В этом смысле искусство и вообще креативность — нечто, к чему человека толкает его собственная природа (поскольку за исключением Homo sapiens никакой другой вид животных и людей не создавал искусства), и что выходит за пределы просто полезного.
1. Фундаментальный человеческий инстинкт гармонии, уравновешенности и ритма. На этом уровне искусство представляет собой не действие или объект, а внутреннее стремление к гармонии (красоте), потребляемой независимо от полезности. «Имитация — один из инстинктов в нашей природе. Далее, имеется инстинкт гармонии и ритма, а также соразмерности, в которой, в частности, выражается чувство ритма. Начиная с этого природного дара, личность развивает в себе наклонности к поэзии, чтобы от грубых импровизаций постепенно возвыситься до истинного искусства»[58]. — Аристотель.
2. Ощущение загадочности. Искусство — это способ ощутить свою связь со Вселенной. Это ощущение часто бывает неожиданным и возникает, когда мы видим произведение искусства, слушаем музыку или стихи. «Самое прекрасное, что мы можем испытать в жизни — это загадочность. Она является источником всякого настоящего искусства или науки»[59]. — Альберт Эйнштейн.
3. Воображение. Искусство даёт способ применить воображение невербальным способом, без ограничений, накладываемых языком. В то время как слова следуют в строгой последовательности и каждое из них имеет некоторое определённое значение, искусство даёт широкий диапазон форм, символов и идей, смысл которых может быть интерпретирован по-разному.«Орёл Юпитера [как пример произведения искусства] не является, подобно логичному (эстетическому) атрибуту, символом величия и грандиозности творения, он представляет собой скорее нечто иное, что дает стимул для полёта воображения, для сравнения его со всеми сходными образами, провоцируя больше раздумий, чем могла бы какая-либо идея, выраженная в словах. Заключённая в нём эстетическая концепция возвышена над рациональной идеей и замещает собой логичные представления, но должным образом, тем не менее, оживляет ум, открывая перед нами перспективу множества подобных образов, незримо стоящих за ним»[60]. — Иммануил Кант.
4. Обращение к неограниченному кругу лиц. Искусство позволяет автору произведения вольно или невольно обратиться к целому миру. Некоторые авторы сознательно оставляют свои творения в малодоступных местах, например, на горных вершинах. Это тоже способ обратиться не к ограниченному кругу зрителей, а к миру в целом.
5. Ритуальные и символические функции. Во многих культурах красочные ритуалы, представления и танцы являются символом или способом украсить некие события. Сами по себе они обычно не преследуют какую-либо утилитарную цель, но антропологам известен их смысл в рамках данной национальной культуры. Традиции формировались в течение многих поколений и часто первоначально имели определённое космологическое значение, которое впоследствии никто уже не вспоминает. «Большинство учёных, имевших дело с наскальными рисунками или объектами, созданными в доисторические времена и не имеющими никакой очевидной утилитарной цели, в связи с чем объявленными декоративными, ритуальными или символическими, хорошо знают, в какие ошибки можно впасть, используя термин искусство»[61]. — Сильва Томаскова.

Существует также точка зрения, согласно которой занятия искусством (как и любой другой деятельностью, направленной на создание культурной продукции) являются главным образом неосознанным проявлением полового отбора в виде ухаживания, что объясняет непропорционально большое количество мужчин среди деятелей искусства и соответствие периодов высокой творческой и сексуальной активности в жизни человека.

#### Мотивированные функции искусства
Цели, которые автор или создатель намеренно и сознательно ставит пред собой, работая над произведением, далее именуются мотивированными. Это может быть какая-то политическая цель, комментарий социального положения, создание определённого настроения или эмоции, психологическое воздействие, иллюстрация чего-либо, продвижение продукта (в случае рекламы) или просто передача некоего сообщения.
1. Средство коммуникации. В своей простейшей форме искусство представляет собой средство коммуникации. Как и большинство прочих способов коммуникации, оно несёт в себе намерение передать информацию аудитории. Например, научная иллюстрация — тоже форма искусства, существующая для передачи информации. Ещё один пример такого рода — географические карты. Однако содержание послания не обязательно бывает научным. Искусство позволяет передавать не только объективную информацию, но и эмоции, настроение, чувства.
«[Искусство — это совокупность] артефактов или изображений с символическим значением, применяемых для коммуникации»[64]. — Стив Митен.
2. Искусство как развлечение. Целью искусства может быть создание такого настроения или эмоции, которая помогает расслабиться или развлечься. Очень часто именно для этой цели создают мультфильмы или видеоигры.
3. Авангард, искусство ради политических перемен. Одной из определяющих целей искусства начала XX века было создание произведений, провоцирующих политические перемены. Направления, появившиеся для этой цели, — дадаизм, сюрреализм, русский конструктивизм, абстрактный экспрессионизм — собирательно именуют авангардом.
«Напротив, реализм, инспирированный позитивизмом, от Св. Фомы Аквинского до Анатоля Франса, представляется мне враждебным какому бы то ни было интеллектуальному или моральному прогрессу. Он мне отвратителен, поскольку состоит из посредственности, ненависти и унылого чванства. Это из-за него сейчас появляются нелепые книги и оскорбительные пьесы. Он постоянно подпитывается и набирает силу из газет и высмеивает как науку, так и искусство неустанной лестью самому дурному вкусу; простота, граничащая с тупостью, собачья жизнь»[65].— Андре Бретон (сюрреализм).
4. Искусство для психотерапии. Психологи и психотерапевты могут использовать искусство в профилактических или лечебных целях. Специальная техника, основанная на анализе работ человека, может применяться как для диагностики психического и эмоционального состояния пациента, так и для сублимации накопленных эмоций и достижения более сбалансированного внутреннего состояния. В этом случае конечной целью является не диагностика, а оздоровление психики человека. Как отдельный вид арт-терапии выделяют практику медитативной живописи, которая сочетает в себе как элементы психотерапии, так и практики самопознания и саморазвития.
5. Искусство для социального протеста, ниспровержения существующего порядка и/или анархии. Как форма протеста, искусство может не иметь какой-либо определённой политической цели, а ограничиваться критикой существующего режима или каких-то его аспектов. Граффити и другие виды стрит-арта — это изображения и надписи, которые наносят на стены домов, автобусы, поезда, мосты и другие заметные места, нередко без разрешения. Граффити могут быть незаконны и представлять собой форму вандализма.
«Искусство в первую очередь должно отражать реальную жизнь людей, а не внушать, что всё хорошо. Для этого есть реклама, она требует, заставляет купить, побриться, помыться, подушиться, поехать отдыхать и так далее»[66]. — Буксиков, Серик.
6. Искусство для пропаганды или коммерциализации. Произведения искусства нередко используются с целями пропаганды, чтобы незаметно изменить вкусы и настроения публики. Аналогично нарочитая реклама создаётся с целью продвижения коммерческого продукта путём создания положительного к нему отношения у потребителя. В обоих случаях целью создателя является манипуляция эмоциональным или психологическим настроем в отношении к некоторому объекту или идее[67].

Описанные выше функции искусства не являются взаимоисключающими и могут перекрываться. Например, искусство для развлечения может сочетаться со скрытой рекламой продукции, фильма или видеоигры. Одна из характерных черт искусства эпохи постмодерна (после 1970-х) — рост утилитарности, функциональности, нацеленности на коммерциализацию, в то время как немотивированное искусство или его использование в символических и ритуальных целях становится все более редким.

#### Искусство, социальная структура и ценности

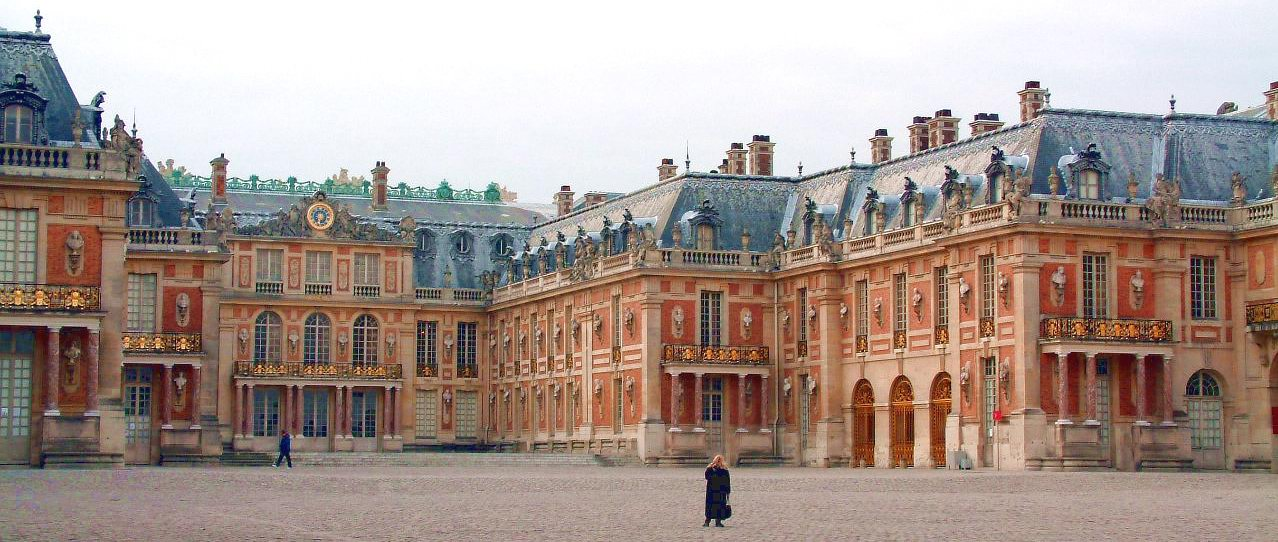
Версаль: архитектор Луи ле Во открыл внутренний двор королевского дворца, чтобы создать курдонёр, который впоследствии был скопирован многими другими европейскими архитекторами

Нередко искусство рассматривается как атрибут избранных социальных слоев, чуждый другим слоям населения. В этом смысле занятие искусством обычно считают свойственным высшим классам, его ассоциируют с богатством, способностью покупать красивые, но бесполезные вещи и склонностью к роскоши. В качестве примера сторонники подобных взглядов могут привести Версальский дворец или Эрмитаж в Санкт-Петербурге с их обширными коллекциями, собранными богатейшими монархами Европы. Подобные коллекции могут позволить себе только очень богатые люди, правительства или организации.
Изящные и дорогие вещи во многих культурах являются знаком социального статуса их владельца. В то же время, по меньшей мере, в 1793 г. во время Великой французской революции имело место и движение в противоположном направлении, когда Лувр, до того собственность французских королей, был открыт для публики в качестве музея. Большинство современных музеев и детских образовательных программ по искусству в экономически развитых странах следуют этому примеру, открывая доступ к произведениям искусства для всех. В США музеи зачастую представляют собой частные коллекции, собранные состоятельными людьми и впоследствии переданные государству. Например, Музей Метрополитен (Нью-Йорк) был создан в XIX в. Джоном Тейлором Джонстоном, президентом региональной сети железных дорог, чья персональная коллекция произведений искусства составила основу коллекции музея. В России аналогичную роль сыграл купец Павел Третьяков, основатель музея, в наши дни известного как государственная Третьяковская галерея. Тем не менее, по сей день обладание существенной коллекцией произведений искусства может рассматриваться как знак богатства и социального статуса.

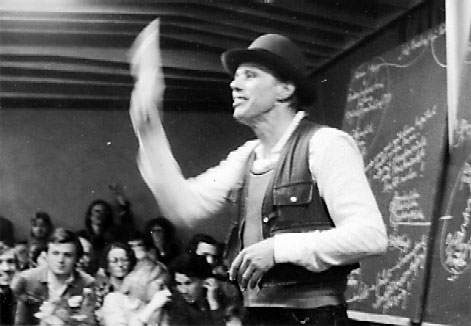
Йозеф Бойс, Перформанс
Каждый — художник на пути к освобождению социального организма, 1978 г.

Иногда художники пытаются создать нечто такое, что не может быть приобретено в качестве материальной ценности. В 1960-70-х годах один из ведущих послевоенных немецких художников Йозеф Бойс говорил, что «необходимо представить нечто большее, чем просто объект». В результате зародились такие направления искусства, как перформанс, видео-арт и концептуальное искусство. Идея состояла в том, что если произведение искусства — всего лишь представление, после которого ничего не остаётся кроме идеи, то его нельзя купить или продать. «Демократические наставления вокруг идеи, что произведение искусства есть товар, побуждали к эстетическим новшествам, распространившимся в середине 1960-х годов и давшим богатый урожай в 1970-х. Художники в массовом порядке вставали под знамёна концептуального искусства, замещая перформансом и прочими акционистскими действиями материю и материалистические заботы о изобразительной или скульптурной форме, стараясь подорвать представление о произведении искусства как объекте».
Прошедшие десятилетия показали, что новые направления не смогли поставить барьер на пути коммерциализации искусства: на рынок поступили DVD с видеозаписями акционистских представлений, приглашения на эксклюзивные перформансы, а также объекты, оставленные концептуалистами на своих выставках. Многие перформансы представляли собой действие, смысл которого понятен только образованным интеллектуалам, элите другого рода. Понимание искусства стало новым символом принадлежности к элите взамен владения самими произведениями, а поскольку знание истории и теории искусства требует высокого уровня образования, искусство по-прежнему остаётся знаком принадлежности к высшему классу. «С распространением технологии DVD в 2000-х годах художники и галереи, извлекающие доход от продаж и выставок произведений искусства, завладели средствами контроля рынка видео- и компьютерных изображений, которые поступают к коллекционерам в ограниченном количестве».

## Искусство и наука

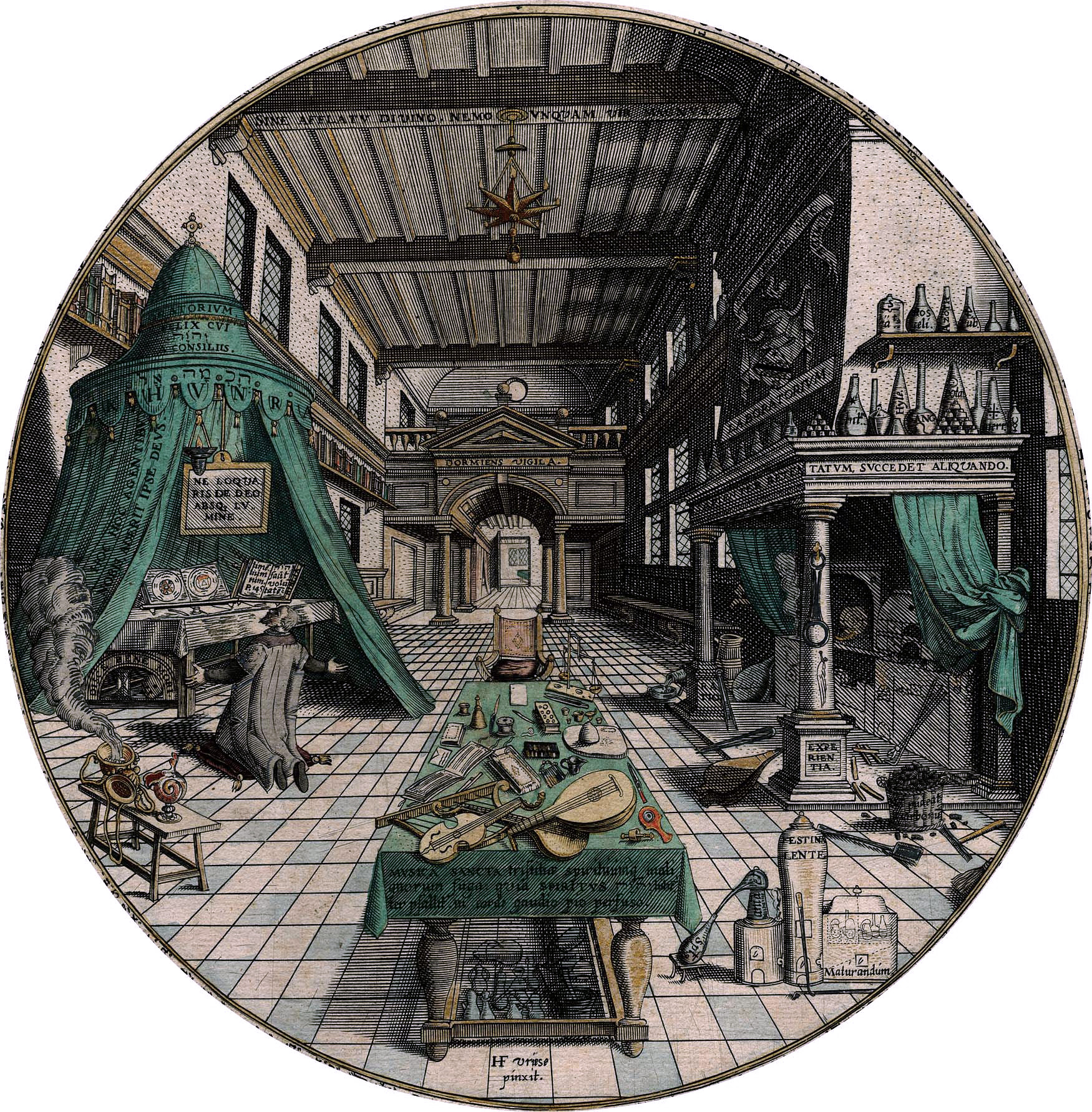
Ганс Вредеман де Врис — Лаборатория алхимика (1595)

Искусство и отдельные его аспекты являются предметом научного исследования. Наука, изучающая искусство в целом и связанные с ним явления — искусствоведение. Отрасль философии, занимающаяся изучением искусства — эстетика. Феноменами, связанными с искусством, занимаются и другие общественные и гуманитарные науки, такие как культурология, социология, психология, поэтика и семиотика.
Впервые к системному изучению искусства обратился Аристотель (384—322 гг до н. э.) в своём труде «Поэтика». Интересно, что в других трудах Аристотель также положил начало систематизации научного знания и научного метода.
В наши дни особую роль в изучении искусства играет семиотика. Эта наука, появившаяся в конце XIX века, рассматривает широкий спектр проблем с точки зрения коммуникации и знаковых систем. Юрий Лотман (1922—1993), выдающийся советский культуролог и семиотик, в своих работах предложил семиотический подход к культуре и описал коммуникационную модель для изучения художественного текста. При таком подходе искусство рассматривается как язык, то есть коммуникационная система, пользующаяся знаками, упорядоченными особым образом.
Существует гипотеза, что искусство возникло раньше науки, и долгое время вбирало её в себя. И искусство и наука являются знаковыми системами познания человеком природы и самого себя и для этого используют эксперименты, анализ и синтез.
Отличия искусства от науки:
- наука и техника оказывает большее влияние на вещи, а искусство — на психологию;
- наука добивается объективности, авторы же творений искусства вкладывают в них себя, свои чувства;
- научный метод строго рационален, в искусстве же всегда есть место интуитивности и непоследовательности;
- каждое произведение искусства является единым и законченным, каждый научный труд — лишь звено в цепи предшественников и последователей;

Необходимо иметь в виду, что данные отличия верны лишь при поверхностном рассмотрении их сущности. Каждый пункт являет собой отдельную тему для дискуссии.

## Искусство и религия
Невозможно отделить зарождение искусства от зарождения религии. С точки зрения оформившейся религии искусство есть лишь символический способ донесения высших истин, проповедуемых данной религией. Долгое время, с расцвета христианства до периода Возрождения, в европейском мире искусство в основном выполняло заказ Церкви.

## Искусство стран мира
- Искусство Великобритании
- Искусство Германии
- Искусство Италии
- Искусство Франции
- Искусство России

см. также Категория:Искусство по странам